# Agathosma acocksii
Agathosma acocksii är en vinruteväxtart som beskrevs av Neville Stuart Pillans. Agathosma acocksii ingår i släktet Agathosma och familjen vinruteväxter. Inga underarter finns listade i Catalogue of Life.